# Jesús Arias de Velasco
Jesús Arias de Velasco y Lúgigo (Sama de Grado, 1868 - Madrid, 1936) fue un jurista español, catedrático de Derecho Administrativo en la Universidad de Oviedo, de la que también fue rector. 
Durante la Segunda República fue magistrado y presidente de la Sala Quinta (Cuestiones de Derecho social) del Tribunal Supremo. Murió asesinado por milicianos en Madrid en 1936, tras el estallido de la guerra civil española.

## Biografía

### Carrera académica
De familia hidalga y carlista, cursó las primeras letras en Grado, en 1885 obtuvo el título de Bachiller por el Instituto de Oviedo con grado de sobresaliente, tras lo cual estudió Derecho en la Universidad de Oviedo, licenciándose en 1890. Trasladado a Madrid, se doctoró en 1892 por la Universidad Central con la tesis “Teoría del arte político”, que obtuvo un sobresaliente. Regresó a Oviedo, donde abrió su bufete, mientras asesoraba a la Compañía de Ferrocarriles Económicos de Asturias. Asimismo colaboró, como columnista, en Las Libertades y El Correo de Asturias, así como con la Revista General de Legislación y Jurisprudencia, y en La España Moderna, de Madrid.
En 1902 fue nombrado profesor auxiliar de la facultad Derecho de la Universidad de Oviedo. Fue propuesto para la cátedra acumulada de Economía Política en 1910 y al año siguiente ganó por oposición la cátedra de Derecho Administrativo de la Universidad de Oviedo.
Ayudado por el rector de Oviedo, en 1912 Arias de Velasco se trasladó a Francia, donde disfrutó de una pensión de la Junta de Ampliación de Estudios para ampliar los de Derecho Administrativo. Becado por ocho meses, tras una breve estancia en Toulouse, donde conoció a Maurice Hauriou, pasó a París, pero renunció a la estancia en enero de 1913 con quejas sobre el régimen y la práctica de las pensiones en el extranjero.
A propuesta del rector, en 1914, fue nombrado vicerrector de la Universidad de Oviedo, y en 1919 logró el nombramiento de rector. En marzo de 1922 pidió traslado a la cátedra de Derecho Político, que obtuvo al mes siguiente. A raíz de aquel traslado, la facultad propuso amortizar la cátedra de Derecho Administrativo, que pasaría a acumularse a la de Político, lo que fue aprobado (con retribución de 2500 pesetas anuales, la mitad del sueldo de catedrático de entrada) y tomó posesión de la cátedra acumulada el 27 de junio.
En 1923 recibió el diploma de Oficial de la Legión de Honor, distinción concedida por la República Francesa.
Bajo presidencia de gobernador provincial, el 7 de noviembre de 1923 se celebró en Oviedo un claustro de profesores donde se puso severamente en cuestión su proceder como rector. Tras esto Arias presentó la dimisión, que fue aceptada por un Real Decreto de 1 de febrero de 1924.
En septiembre de 1924 pidió una licencia por un mes, por asuntos privados. Pero a pesar de informe favorable del decano y del rector (Isaac Galcerán), le fue denegada en virtud de la política del Directorio militar de Primo de Rivera de no concederlas.

### Colaboraciones periodísticas
Tras haber fijado su residencia en la capital asturiana a principios del siglo XX, abrió un bufete mientras colaboraba como Letrado consultor de la Compañía de Ferrocarriles Económicos de Asturias. Adherido al partido tradicionalista —del que su hermano Sancho era el jefe local—, llegó a dirigir el periódico carlista ovetense Las Libertades (1908-1914), en sustitución de Emilio Valenciano, y colaboró también con El Correo de Asturias, así como con la Revista General de Legislación y Jurisprudencia y La España Moderna de Madrid. Participó además con algunas conferencias en las campañas de la Extensión Universitaria.
En 1923 comienza a explicar también Derecho Político al quedar vacante la cátedra y a colaborar esporádicamente en La Voz de Asturias, en la Revista de Derecho Público, en La Lectura de Madrid y en la Revista Quincenal de Barcelona.

### Presidente de Sala del Tribunal Supremo
Según Carlos Petit, en 1930 pasó a militar en la Derecha Liberal Republicana. Tras la proclamación de la Segunda República, el Ministro de Justicia Fernando de los Ríos lo llamó para ocupar la presidencia de la Sala Quinta del Tribunal Supremo. Según un informe del Rectorado, había sido buen docente y «preparó en su última tarea académica un ambiente escolar antidirectorista y antiprimoriverista».
No obstante, según Eduardo Cobián, Arias de Velasco se opuso siempre a la izquierda revolucionaria y votaría en la Sala del Tribunal Supremo en contra de indultar a quienes habían participado en la revolución de 1934. En julio de 1936 presidía la Sala de lo Contencioso del Tribunal Supremo.

### Asesinato
Opuesto a los últimos gobiernos de la República como católico y derechista, fue fusilado junto a una hija y un hijo suyos tras el estallido de la guerra civil, «por no adherirse al gobierno».
Tras su asesinato, el gobierno del Frente Popular, que no tenía constancia del mismo, tramitó su depuración y fue inhabilitado el 28 de septiembre de 1937 para cargos directivos y de confianza por ser magistrado en Madrid; pero en vista del escrito del rector ovetense, dando cuenta de haber sido fusilado Arias de Velasco, se le libró de todo cargo en septiembre de 1938.
Una nota manuscrita que obra en su expediente afirma lo siguiente: 

“Arias de Velasco (Jesús). Catedrático excedente. Falleció. No se puede precisar fecha, por haber sido asesinado por los rojos”.

En febrero de 1940 aparecieron en Vicálvaro los restos mortales de Jesús Arias de Velasco y sus hijos.

## Principales obras
- Discurso leido en la... apertura del curso... de 1911 a 1912 [Formar hombres libres], Oviedo, Est. Tipográfica Calle Canóniga, 18, 1911. 60 pp.
- “M. Hauriou”, en La Lectura 13 (1913, mayo), [149]-161, a propósito de La Souveraineté Nationale (1912).
- Discurso leido en la... apertura del curso... de 1920-21 [La Universidad. La apertura de curso y su significación], Oviedo, Sucesor de A. Brid, 1920. 32 pp.
- Jurisdicción objetiva. El recurso por exceso de poder, la admisibilidad y el fondo, Madrid, Revista de Derecho Privado, 1934.[2]